# Jean Jaurès
Jean Léon Jaurès (Castres, 3 settembre 1859 – Parigi, 31 luglio 1914) è stato un politico francese.

## Gli inizi
Figlio di un uomo di affari di scarso successo, nacque a Castres, nel dipartimento del Tarn, e studiò al Liceo Louis-le-Grand di Parigi e all'École normale supérieure. Conseguì la laurea in filosofia nel 1881. Dopo aver insegnato filosofia per due anni al liceo di Albi, tenne delle lezioni all'Università di Tolosa. Fu eletto deputato repubblicano per il dipartimento del Tarn nel 1885. Nel 1889, dopo essersi candidato senza successo a Castres, ritornò ai suoi impegni professionali a Tolosa, dove si interessò attivamente alle questioni municipali, e aiutò a fondare la facoltà di medicina dell'università. Egli preparò, inoltre, due tesi per il suo dottorato in filosofia, De primis socialismi germanici lineamentis apud Lutherum, Kant, Fichte et Hegel (1891), e De la réalité du monde sensible.

## L'ascesa
Nel 1892 diede energico sostegno ai minatori di Carmaux che scesero in sciopero a causa del licenziamento di un lavoratore socialista, Calvignac; l'anno seguente fu rieletto alla Camera dei deputati per Albi.
Alle elezioni del 1898 fu sconfitto e rimase per quattro anni fuori dalla Camera. Tuttavia, proprio in questo periodo l'efficacia dei suoi discorsi lo rese famoso come uno dei maggiori intellettuali campioni del socialismo. Jaurès diresse il quotidiano socialista La Petite République, e si mise in luce come uno dei più energici difensori di Alfred Dreyfus, insieme ad Émile Zola, durante il celebre Affaire Dreyfus.
Anche in occasione dell'"Affaire Millerand" Jaurès prese una posizione decisa. Infatti, approvò la partecipazione del socialista Alexandre Millerand nel ministero Waldeck-Rousseau, il che portò ad una scissione dalla fazione socialista più rivoluzionaria guidata da Jules Guesde: ne nacque il Partito Socialista Indipendente.

## La guida della SFIO
Nel 1902 Jaurès tornò a essere eletto come deputato per Albi. In quello stesso anno i "socialisti indipendenti" si fusero con i "possibilisti" (riformisti) della Federazione dei lavoratori socialisti di Francia guidati da Paul Brousse, e con il Partito Socialista Rivoluzionario di Jean Allemane, per formare il Partito Socialista francese, di cui Jaurès divenne il capo.  Essi rappresentavano l'istanza socialdemocratica della sinistra francese, in opposizione al Partito Rivoluzionario Socialista di Francia di Jules Guesde.
Durante il governo Combes l'influenza di Jaurès assicurò la coesione della coalizione radicale-socialista nota come "il blocco". Nel 1904 fondò il foglio socialista L'Humanité.
Seguendo la raccomandazione del Congresso di Amsterdam della Seconda Internazionale, i vari gruppi socialisti francesi tennero un congresso a Rouen nel marzo 1905, da cui uscì una nuova riunificazione, con la fusione del Partito Socialista Francese di Jaurès e del Partito Socialista di Francia di Guesde. Il nuovo partito, guidato da Jaurès e Guesde, smise di cooperare con i radicali e i radicali-socialisti, e prese il nome di "Partito Socialista Unificato" (Parti Socialiste Unifié, PSU), impegnato a portare avanti un programma collettivista. Lo stesso anno tutti i movimenti socialisti francesi si riunirono nella Sezione Francese dell'Internazionale Operaia (SFIO). Sempre nel 1905, è uno dei redattori della legge di separazione delle chiese e dello Stato. 
Alle elezioni generali del 1906, Jaurès fu rieletto per il Tarn. La sua abilità era ora generalmente riconosciuta, ma la forza del partito socialista doveva ancora fare i conti con l'egualmente pratico e vigoroso liberalismo di Georges Clemenceau, che fu in grado di appellarsi ai suoi connazionali (in un notevole discorso della primavera del 1906) per organizzare un programma radicale che non prevedeva alcuna utopia socialista. L'immagine di Clemenceau come leader radicale forte e pratico ridimensionò considerevolmente la popolarità socialista. Jaurès, in aggiunta alla sua quotidiana attività giornalistica, pubblicò Les preuves; Affaire Dreyfus (1900); Action socialiste (1899); Études socialistes (1902), e assieme ad altri collaboratori, Histoire socialiste (1901), etc.

## Il pacifismo e la morte
A cinquantaquattro anni, nel 1914, Jaurès era la figura principale del movimento socialista francese, la SFIO (sezione francese della Seconda Internazionale), e una celebrità del socialismo internazionale, tanto più dopo la morte nel 1913 di August Bebel, che era stato il leader della socialdemocrazia tedesca.
Era entrato in politica, nel 1885, come deputato repubblicano, ammiratore di Gambetta e sostenitore del governo di Jules Ferry, ma anche della difesa della patria, come spiegava nel suo libro L’Armée nouvelle, pubblicato nel 1911, dove criticava la celebre frase di Marx "i proletari non hanno patria", benché fosse convinto che le guerre erano provocate dai conflitti di interessi capitalisti e che la classe operaia aveva il dovere di opporsi alla guerra.
Pacifista impegnato, riformista che desiderava prevenire con mezzi diplomatici quella che sarebbe diventata la prima guerra mondiale, Jaurès cercò di creare un movimento pacifista comune tra Francia e Germania, che facesse pressione sui rispettivi governi tramite lo strumento dello sciopero generale. Il 14 luglio 1914, al congresso straordinario della SFIO aveva sostenuto la mozione dell'inglese Keir Hardie e del francese Édouard Vaillant che sosteneva l'appello allo sciopero generale in caso di conflitto imminente. Il 29 luglio 1914 a Bruxelles la manifestazione contro la guerra convocata per la riunione straordinaria della Seconda Internazionale acclamava insieme Jaurés e Rosa Luxemburg, l'anima riformista e quella rivoluzionaria del movimento socialista.
Tornato a Parigi il 30, incontrò con la delegazione socialista il Primo ministro René Viviani allo scopo di premere perché fosse evitato ogni rischio di scontro alla frontiera tedesca. Tutto inutile. 
Da mesi intanto, se non da anni, la stampa nazionalista e i rappresentanti delle leghe "patriottiche" come Léon Daudet e Charles Maurras imperversavano contro le dichiarazioni pacifiste di Jaurès e il suo internazionalismo, designandolo come l'uomo da abbattere per il suo impegno passato a favore di Alfred Dreyfus.
Il giorno dopo, Jean Jaurès veniva assassinato in un caffè di Parigi da Raoul Villain. Era il 31 luglio 1914. Il 3 agosto 1914 la Germania dichiarava guerra alla Francia. 
L'assassino, che fu processato nel 1919 dopo una carcerazione durata per tutto il periodo bellico, fu assolto da una giuria popolare. Il presidente della Corte d'Assise, rimettendolo in libertà, si congratulò col "buon patriota" Villain, e la vedova Jaurès fu condannata a pagare le spese processuali.
In risposta a questo verdetto, Anatole France inviò una breve lettera ai redattori de L'Humanité dalla sua tenuta di La Bechellerie, nell'aprile 1919, dichiarando la sua indignazione con queste parole: «Lavoratori, Jaurès è vissuto per voi, è morto per voi. Un verdetto mostruoso proclama che il suo assassinio non è un crimine. Questo verdetto mette fuori legge voi e tutti coloro che difendono la vostra causa. Lavoratori, attenti!».
Nel crescente clima di union sacrée, con i socialisti travolti anch'essi dal patriottismo antitedesco, il funerale ufficiale di Jaurès era stato sobrio. Tuttavia egli non fu dimenticato, anzi: in quei dieci anni vennero realizzati diversi monumenti alla sua memoria, finché, nel decennale del suo assassinio il 23 novembre 1924, i suoi resti furono traslati al Panthéon di Parigi, con una grande celebrazione laica cui parteciparono 80 - 100.000 persone e tutta l'area repubblicana, radicale e dreyfusarda del governo Herriot. I comunisti, che dal 1919 si erano separati dai socialisti costituendo la Terza internazionale, parteciparono alla commemorazione con una delegazione distinta di circa 12 mila persone più  migliaia di spettatori, secondo la polizia.

## Omaggi
Nell'agosto 1914, la poetessa Anna de Noailles ha scritto in omaggio a Jaurès il testo La Mort de Jaurès, pubblicato nella raccolta Les Forces Éternelles (Fayard, Parigi, 1920).
Nel 1977 il cantautore Jacques Brel gli ha dedicato la canzone Jaurès.
Si fa sua menzione nella canzone Onomastica del gruppo italiano Offlaga Disco Pax.

## Opere
- Bisogna salvare gli armeni. Discorsi alla Camera dei deputati francese in difesa degli armeni, a cura di Paolo Fontana (Guerini e Associati, 2015)